# Xu Fu
Xu Fu (chineză: 徐福 sau 徐巿), a nu fi confundat cu un alt caracter chinezesc (市), pronunțat Shi), născut în jurul anului 255 î.Hr., a fost un vrăjitor de curte și alchimist din dinastia Qin din China, originar din insula Zhifu. În timpul vieții sale, a fost trimis de împăratul Qin Shi Huang de două ori în mările estice pentru a căuta elixirul vieții lungi. Cele două călătorii ale sale au avut loc între anii 219 î.Hr. și 210 î.Hr. Potrivit legendei, flota includea zeci de nave și mii de bărbați și femei, deși numărul variază, unii spun că era de 60 de nave și 6000 de oameni, 3000 de bărbați și femei, de asemenea, artizani și alți oameni din diferite domenii. După ce și-a asumat a doua misiune în 210 î.Hr., Xu Fu nu s-a mai întors. Unele înregistrări sugerează că ar fi sosit și a murit în Japonia.